# 징 루시
징 루시(Jing Lusi, 1985년 5월 16일 ~ )는 중화인민공화국의 배우, 영화배우이다.
푸둥 신구에서 태어났다.

## 방송
- 스탠 리의 럭키맨
- 홀비시티 시즌15
- 홀비시티 시즌14

## 영화
- 크레이지 리치 아시안 (2018년) - 아만다 링 역
- 스파이 서바이버 (2015년) - 조이스 수 역
- 내가 잠들기 전에 (2014년) - 루시 역
- 스피드 (2012년)
- 제국의 전쟁 (2011년) - 멩 리 후아 공주 역